# 1 E7 m²
Za lažje predstavljanje različnih velikosti površin je tu seznam površin med 10 km² (1000 hektarov) in 100 km² (10.000 hektarov). Glejte tudi področja drugih redov velikosti.
- površine, manjše od 10 km²
- 10 km² je enako:
  - 3,86 kvadratnih milj
  - 1000 hektarov
  - 107 m²
- 10 km² -- Tokelau, novozelandska odvisnost
- 12 km² -- občina Miklavž na Dravskem polju (189. slovenska občina po površini)
- 14,8 km² -- Ramsko jezero, umetno jezero v Bosni in Hercegovini
- 15 km² -- Beverly Hills v Kaliforniji, ZDA
- 24 km² -- občina Komenda
- 25 km² -- Macao, posebno administrativno območje LR Kitajske
- 26 km² -- občina Mežica
- 26 km² -- Tuvalu
- 28 km² -- občina Izola
- 44 km² -- občina Piran
- 59 km² -- Manhattan v New Yorku, ZDA
- 60 km² -- občina Podčetrtek
- 61 km² -- San Marino
- 62 km² -- občina Beltinci
- 91 km² -- občina Brezovica
- 91 km² -- Angvila, britanska kolonija
- 94 km² -- občina Celje
- 98 km² -- občina Ig (72. slovenska občina po površini)
- površine, večje od 100 km²